# Тьер, Луиза
Луиза Кирван Тьер (англ. Louisa Kirwan Thiers, урожд. Капрон (англ. Capron); 2 октября 1814 года — 17 февраля 1926 года) — американская долгожительница. Является первым проверенным человеком, достигшим возраста 111 лет.

## Биография
Луиза Тьер родилась 2 октября 1814 года в Уайтсборо, штат Нью-Йорк. Её родителями были Юнис и Сет Копрон, являющийся ветераном войны за независимость США. Мать родила Луизу в 47 лет. У Тьер было 4 старших брата и одна старшая сестра. В 1830-х она с семьей переехала в Киношу, Висконсин. В 1850 году Луиза переехала в Милуоки.
6 апреля 1847 года она вышла замуж за Дэвида Бодина Тьера. У пары было пятеро детей, один из которых умер в младенчестве. В 1888 году Луиза овдовела. Позже она стала сторонницей женской эмансипации.
В возрасте 106 лет Тьер всё ещё могла читать и писать письма от руки.
В возрасте 108 лет Луиза могла вспомнить открытие канала Эри, езду на одной из первых паровых железных дорог в Нью-Йорке и как она дважды видела комету Галлея. Также она следила за текущими событиями. Она приписывала своё долголетие умеренной диете, большому количеству сна, физическим упражнениям, поддержанию интереса к жизни и счастья.
В возрасте 111 лет Тьер заявила, что «Нельзя смешивать любовь и карьеру» и что «Материнство-одно из самых больших благословений, которое может прийти к любой женщине».
Луиза Тьер скончалась 17 февраля 1926 года в возрасте 111 лет, 138 дней.

## См.также
- Долгожитель
- Список старейших женщин
- Список старейших людей в мире
- Делина Филкинс